# Upplands runinskrifter 1050
Upplands runinskrifter 1050 står på en gräsmatta 50m väst om Björklinge kyrka.

## Inskriften

### Inskriften i runor
ᚼᚢᛚᛘᚴᛅᛁᚱ᛫___ᛁᛏᚢ᛫ᚼ__‍‍ᚢᛅ᛫ᛅᛏ᛫ᛅᛁᛋᛏ᛫ᚠᛅᚦᚢᚱ᛫ᛋᛁᚾ
Translitterering av runraden:
hulmkair ' ... ...itu h--ua a[t] ' a(i)s[t] faþur sin
Normalisering till runsvenska:
Holmgæiʀʀ ... [l]etu h[agg]va at Æist, faður sinn.
Översättning till nusvenska:
Holmger ... lät hugga [stenen] efter Eistr, sin fader.

## Historia
Runstenen har förmodligen ristats av samma runmästare som också ristade U 1048 och U 1060.
Stenen är kluven i två delar där den övre delen idag vilar på den undre delen. Alla runstenor vid Björklinge kyrka har målats om sommaren 2008.

## Bildgalleri

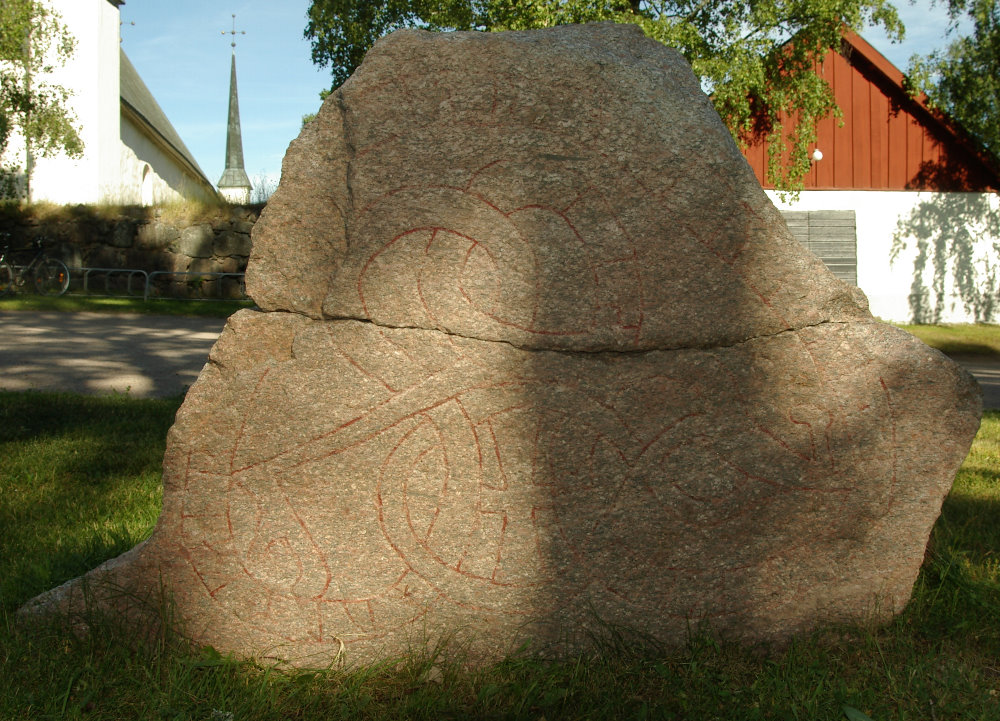
U 1050 år 2006
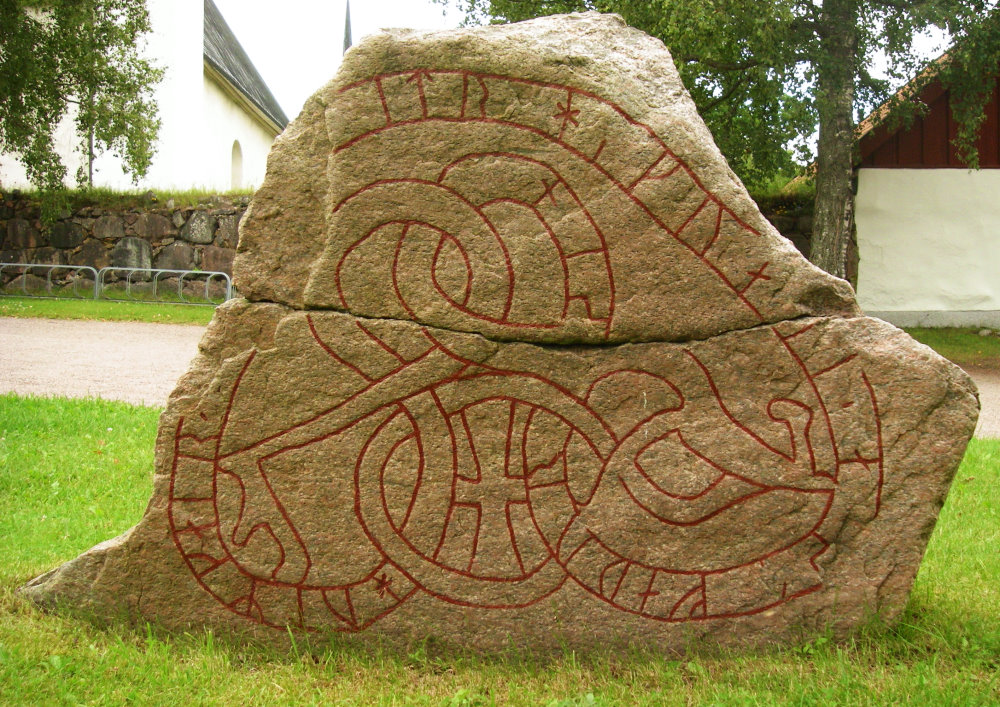
U 1050 år 2009